# Regiunea Mediteraneeană, Turcia

Situarea Regiunii Mediteraneeană

Regiunea Mediteraneeană (Akdeniz Bölgesi) este una din cele 7 regiuni ale Turciei.

## Provincii

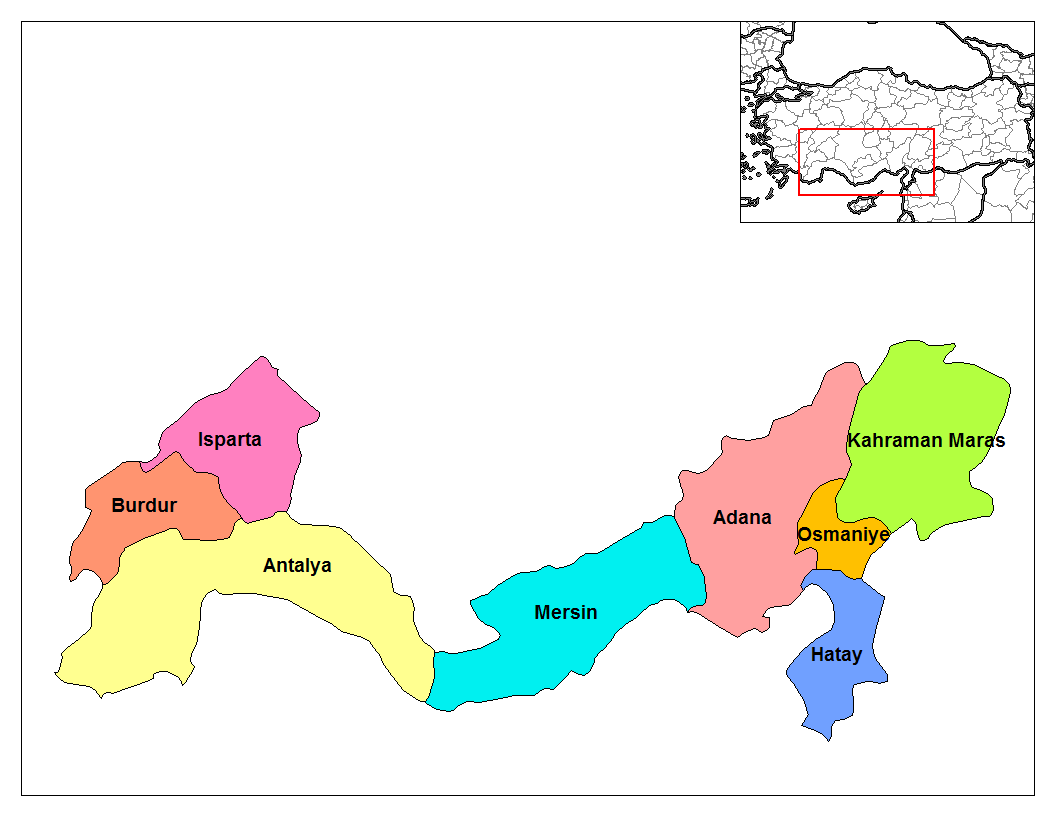
Regiunea Mediteraneeană

- Provincia Adana
- Provincia Antalya
- Provincia Burdur
- Provincia Hatay
- Provincia Isparta
- Provincia Kahramanmaraș
- Provincia Mersin
- Provincia Osmaniye